# Körtvélyes Géza
Körtvélyes Géza (Budapest, 1926. február 7. – Budapest, 2011. október 30.) Széchenyi-díjas tánctörténész, zene- és táncművészeti kritikus.

## Életútja
Felsőfokú tanulmányokat az Eötvös Loránd Tudományegyetem Bölcsészettudományi Karának filozófia szakán folytatott (1945–1950). 1962-ben a filozófiai tudományok kandidátusa, 1989-ben a zenetudományok doktora, az MTA Színháztudományi Bizottságának tagja. 1950–1955 között a Népművészeti Intézet csoportvezetője. 1955-től 1985-ig a Magyar Táncművészek Szövetségének (MTSZ) titkára, majd főtitkára. Az 1960–70-es években a Színművészeti Akadémia (SzAk), valamint az Állami Balett Intézet (ÁBI) tanára, tánctörténetet és esztétikát tanított.
A Muzsika c. hetilap táncrovatát szerkesztette (1964-1976). A Magyar Nemzet (1964-73), majd a Népszabadság (1979-1989) táncművészeti kritikusa. Kritikáit, tanulmányait publikálta a Táncművészeti Értesítő, a Tánctudományi Tanulmányok (TTT) és a Táncművészet hasábjain is. 1960 és 1986 között a Szovjetunióban, Csehszlovákiában, az USA-ban (1973-77), NSZK-ban, Franciaországban, Ausztriában, Angliában is jelentek meg tanulmányai, kritikái. Szerkesztette a Koegler-féle Balettlexikon magyarországi kiadását. 1965-86 között 16 tanulmány jellegű operaházi műsorfüzet szerzője, köztük Ashton, Bejart, Balanchine, Zacharov bemutatókról és a Bolsoj Balett vendégjátékáról írt. 1989-98 között a Bartók Rádió Új Zenei Újság c. adásának táncszemle írója.

## Munkái (válogatás)
- A modern táncművészet útján: tanulmányok. (1970)
- Serge Lifar: (1905-): Gyagilev. [ford. Csanak Dóra] ; [bev. Körtvélyes Géza]. (1975)
- Budapesti Balett I–II. (1971–1981)
- The Budapest Balett. (1981)
- Balettművészetünk az Operaházban 1919-1984. (Tánctudományi Tanulmányok (TTT), 1982/83-1983/85)
- Két évtized táncművészeti irásai a Magyar Nemzetben. /Válogatás/. (Vál.  Körtvélyes Géza, Maácz László stb. Kiad. a) Magyar Táncművészek Szövetsége. (1984)
- A színpadi tánc története Magyarországon (társszerző, 1989)
- Harangozó Gyula, a magyar táncművészet megújítója, in: Harangozó emlékkönyv. (1994)
- Művészet, tánc, táncművészet. (1999)

## Díjak, elismerések
- Erkel Ferenc-díj (1980)
- MTSZ életmű-díj (1996)
- Széchenyi-díj (1998)